# エディス・マッセイ
エディス・マッセイ（Edith Massey, 1918年5月28日 - 1984年10月24日）はアメリカ合衆国の女優で歌手。彼女は、ジョン・ウォーターズ監督映画の常連であった。